# گمینا تخووو
گمینا تخووو (به لهستانی:  Gmina Tychowo) یک گمینا در لهستان است که در شهرستان بیاووگارد واقع شده‌است. گمینا تخووو ۳۵۰٫۶۹ کیلومتر مربع مساحت و ۶٬۹۷۶ نفر جمعیت دارد.